# Trichoscypha blydeniae
Trichoscypha blydeniae är en sumakväxtart som beskrevs av Franciscus Jozef Breteler. Trichoscypha blydeniae ingår i släktet Trichoscypha och familjen sumakväxter. Inga underarter finns listade i Catalogue of Life.